# La Mesure
Die Maßnahme (français : La prise de mesure) opus 20 pour ténor, dix instrumentistes d'Hanns Eisler , texte de Bertolt Brecht (La Décision).
Composée en 1930, sa création eut lieu le 13 décembre 1930 à l'Alte Philharmonie Berlin, réunissant pour l'occasion  différents chœurs de travailleurs, Berliner Arbeiterchor, commanditaires de l'œuvre, ainsi que dix instrumentistes professionnels et un ténor.
Dans le rôle des agitateurs : Helene Weigel, Ernst Busch, Alexander Granach, Anne Topitz. Direction musicale : Karl Rankl. Mise en scène : Slátan Dudow.

## Instrumentation
- deux cors, trois trompettes, deux trombones, deux timbales, percussions, piano.

- Durée d'exécution : soixante minutes.

## Source
- Universal édition